# Tuquan
Tuquan (chiń. 突泉县; pinyin: Tūquán Xiàn) – powiat w północno-wschodnich Chinach, w regionie autonomicznym Mongolia Wewnętrzna, w związku Hinggan. W 1999 roku liczył 307 359 mieszkańców.